# Yatakala
Yatakala ist ein Dorf in der Landgemeinde Gorouol im Westen Nigers.

## Geographie
Das von einem traditionellen Ortsvorsteher (chef traditionnel) geleitete Dorf liegt im Westen des Gemeindegebiets von Gorouol nahe der Staatsgrenze zu Burkina Faso. Es befindet sich rund 28 Kilometer westlich des Gemeindehauptorts Kolmane.
Es herrscht das Klima der Sahelzone vor, mit einer durchschnittlichen jährlichen Niederschlagsmenge zwischen 300 und 400 mm. Bei Yatakala mündet der Fluss Béli in den Gorouol. Die Siedlung liegt auf einer Höhe von 220 m. Nördlich des Dorfs erhebt sich der 387 m hohe und die Landschaft dominierende Hügel Tondi Mékiri.

## Geschichte

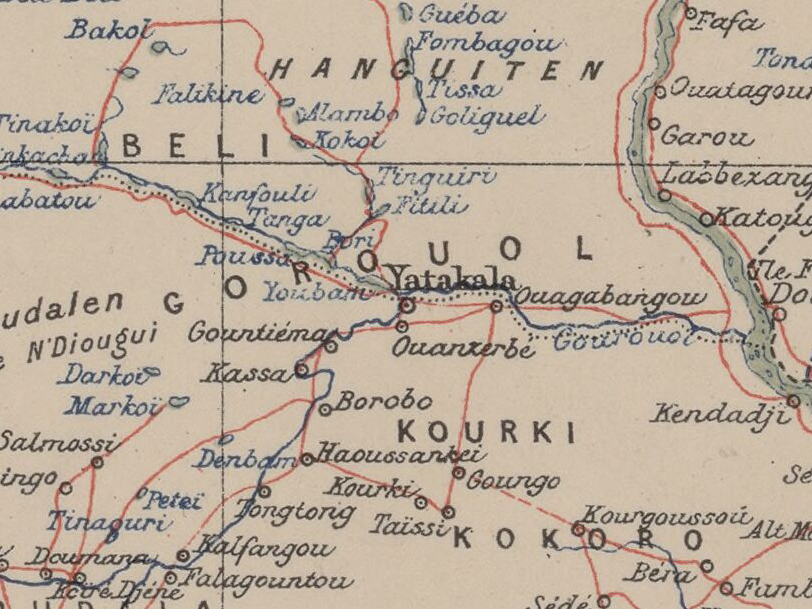
Ausschnitt einer Karte von 1903 mit Yatakala im Zentrum

Die bei Yatakala gefundenen Perlen von Yasaan stammen aus der Zeit von 640 bis 1170. Dabei handelt es sich um kleine Terrakotta-Kugeln, die in ähnlicher Form auch in Mali gefunden und in großer Zahl an Touristen verkauft wurden.
Im Zuge der militärischen Besetzung der späteren Nigerkolonie durch Frankreich war Yatakala neben Doulsou und Sinder 1899 der erste Ort, an dem ein französischer Militärstützpunkt eingerichtet wurde. Dieser wurde 1903 wieder aufgegeben.
Bei einer Untersuchung im April 1982 wurde beim Befall mit der Saugwürmer-Art Schistosoma haematobium unter den 4- bis 17-Jährigen im Ort eine Prävalenz von 46 Prozent festgestellt. Im Jahr 2000 wurde Yatakala einer von drei Stützpunkten einer gemeinsamen Brigade von Niger, Burkina Faso und Mali. Die beiden anderen Stützpunkte wurden in Labbézanga in Mali und in Maretei in Burkina Faso eingerichtet. Die 500-köpfige Brigade wurde geschaffen, um humanitäre Hilfe zu leisten, den Transport von leichten Feuerwaffen zu kontrollieren und die Sicherheit von Personen und Gütern an den Grenzübergängen zu gewährleisten. Das Armed Conflict Location and Event Data Project erfasste für das erste Quartal 2024 in der Region Tillabéri insgesamt 122 gewaltsame Konfliktfälle mit 394 Toten und nannte Yatakala unter den betroffenen Orten.

## Bevölkerung
Bei der Volkszählung 2012 hatte Yatakala 3193 Einwohner, die in 350 Haushalten lebten. Bei der Volkszählung 2001 betrug die Einwohnerzahl 2226, bei der Volkszählung 1988 waren es 2547 Einwohner.
In Yatakala wird die Sprache Zarma gesprochen.

## Wirtschaft und Infrastruktur
Mit einem Centre de Santé Intégré (CSI) ist ein Gesundheitszentrum im Dorf vorhanden. Der CEG Yatakala ist eine Schule der Sekundarstufe des Typs Collège d’Enseignement Général. Beim Centre de Formation aux Métiers de Yatakala (CFM Yatakala) handelt es sich um ein Berufsausbildungszentrum.
Durch Yatakala verläuft die 152,4 Kilometer lange Nationalstraße 5 zwischen der Stadt Téra und der Staatsgrenze mit Mali. Richtung Téra handelt es sich um eine einfache Erdstraße, Richtung Mali nur noch um eine einfache Piste. In der Regenzeit ist das Dorf wegen des schlechten Straßenzustands oft für mehrere Tage von der Außenwelt abgeschnitten.